# Celebrímbor
Celebrimbor (pronunciat Ke-le-brím-bor) és un personatge fictici de l'univers de J.R.R. Tolkien, la Terra Mitjana. Va ser un elf de la família reial noldor, fill de Curufin, i l'únic net de Fëanor.
El seu nom significa, en sindarin, "puny de plata" o "mà de plata" (celeb=plata, com a Celeborn). El seu nom en quenya és Telperinquar.
Va néixer a Valinor, però va acompanyar el seu avi a la Terra Mitjana. Després d'això, molt poc és sabut del que va fer durant la Primera Edat. Probablement, va fugir a Nargothrond amb el seu pare després de la Dagor Bragollach. Tanmateix, no va prendre part en les intrigues de Curufin i Celegorm respecte Lúthien, Beren, i Finrod. Quan van sortir a la llum, va condemnar les acusacions del seu pare i no el va acompanyar quan va ser expulsat de Nargothrond. Celebrimbor va sobreviure a la fi de la Primera Edat, però no va poder tornar a Valinor a causa de la Maledicció de Mandos.
Celebrimbor juga en les històries de Tolkien un paper destacat en ser el fabricant dels Anells del Poder. Durant la Segona Edat, mentre vivia al reialme èlfic d'Eregion, va conèixer el Senyor Fosc Sàuron, que fingint bones intencions i fent-se anomenar Annatar, va guiar Celebrimbor en la fabricació de setze anells: set per l'als nans, i nou pels homes. Però secretament, i sense el coneixement d'Annatar, va fabricar tres anells per als elfs, que van quedar lliures de la influència corruptora de Sàuron. Celebrímbor va batejar els anells Vilya, Narya i Nenya, d'acord amb els tres elements principals de la Terra Mitjana (aire, foc i aigua, respectivament)
Aleshores, Annatar va mostrar-se obertament i es va descobrir que havia estat forjant l'Anell Únic per dominar tots els altres. Va atacar els elfs d'Eregion i va capturar Celebrimbor, obligant-lo sota tortura a confessar on eren els set i els nou. L'amagatall dels tres, però, no va ser revelat. Celebrimbor va morir durant la tortura, esvaint-se amb ell la nissaga d'en Fëanor.

## Genealogia de la Casa de Finwë
```
(1) (2)

Míriel
 ========= 
Finwë
 ========= 
Indis

| |
| ------------------------------------------

Fëanor
 = 
Nerdanel
 | | | |
| 
Findis
 
Fingolfin
 = 
Anairë
 
Irimë
 
Finarfin
 = 
Eärwen

Maedhros
 | | 

Maglor
 
Fingon
 
Finrod

Cèlegorm
 
Turgon
 
Angrod
**

Carànthir
 
Aredhel
 
Aegnor

Curufin
* 
Arakáno
 
Galàdriel

Àmrod

Àmras
```

```
(* Pare de 
Celebrímbor
)
(** Pare d'
Oròdreth
, que al seu torn va ser pare de 
Gil-galad
)
```